# Ian Millar
Ian Millar (n. 6 ianuarie 1947, Halifax Regional Municipality, Nova Scotia, Canada) este un fost călăreț canadian.
A participat de zece ori la Jocurile Olimpice, deținând recordul olimpic. A participat la Jocurile Olimpice din 1972, 1976, 1984, 1988, 1992, 1996, 2000, 2004, 2008 și 2012. Cel mai bun rezultat a obținut la Jocurile Olimpice din 2008 de la Beijing unde a câștigat medalia de argint cu echipa Canadei la proba de sărituri peste obstacole. Cel mai bun rezultat la individual a fost obținut de el la ultima sa participare la Jocurile Olimpice din 2012 de la Londra, locul 9.
De două ori, în anii 1988 și 1989, Ian Millar a câștigat finala cupei mondiale.
În anul 2019 s-a retras.

## Legături externe
Materiale media legate de Ian Millar la Wikimedia Commons
- en Ian Millar la Olympedia.org